# Чорнобривкине
Чорнобри́вкине — село в Україні, в Путивльському районі Сумської області. Населення становить 348 осіб. До 2018 орган місцевого самоврядування — Чорнобривкинська сільська рада.

## Географія
Село Чорнобривкине знаходиться на відстані 1,5 км від міста Путивль і сіл Іллінське, Голубкове, Кардаші і Селезнівка. Поруч проходить автомобільна дорога Т 1911.

## Історія
12 червня 2020 року, відповідно до розпорядження Кабінету Міністрів України № 723-р «Про визначення адміністративних центрів та затвердження територій територіальних громад Сумської області», село увійшло до складу Путивльської міської громади.
19 липня 2020 року, в результаті адміністративно-територіальної реформи та ліквідації Путивльського району, увійшло до складу новоутвореного Конотопського району.

## Населення
Згідно з переписом УРСР 1989 року чисельність наявного населення села становила 352 особи, з яких 169 чоловіків та 183 жінки.
За переписом населення України 2001 року в селі мешкало 335 осіб.

### Мова
Розподіл населення за рідною мовою за даними перепису 2001 року:
| Мова       | Чисельність | Відсоток |
| ---------- | ----------- | -------- |
| українська | 245         | 70,40%   |
| російська  | 102         | 29,31%   |
| білоруська | 1           | 0,29%    |
| Усього     | 348         | 100%     |

## Відомі люди
- Пєшков Василь Аврамович — 1-й секретар Охтирського райкому КПУ. Депутат Верховної Ради УРСР 3—4-го скликань. Член Ревізійної Комісії КПУ в 1954—1960 р.